# Srinath Narayanan
Srinath Narayanan (Madras, 14 febbraio 1994) è uno scacchista indiano.
Ha conseguito il titolo di Grande Maestro in agosto 2017.
Nel 2002, all'età di otto anni, diventò il più giovane indiano ad ottenere il titolo di Maestro FIDE.

## Principali risultati
Nel 2012, 2013 e 2014 ha vinto il campionato asiatico juniores.
Nel 2005 ha vinto a Belfort il campionato del mondo giovanile U12, per spareggio tecnico sui pari classificati Sanan Sjugirov, Samvel Ter-Sahakyan e Wesley So.
Nel 2010 ha partecipato alle World Youth U16 Chess Olympiads, in cui la squadra indiana vinse la medaglia d'argento.
È stato allenatore di varie stelle nascenti degli scacchi indiani, tra cui Nihal Sarin e Arjun Erigaisi, e capitano della squadra indiana che ha vinto, ex aequo con la Russia, le Olimpiadi del 2020, disputate online a causa della pandemia di COVID-19.
Ha prodotto diversi video YouTube sugli scacchi, tra cui uno sulla partita catalana.